# Moordorf (Neustadt am Rübenberge)
Moordorf è una frazione (Ortsteil) della città di Neustadt am Rübenberge, nel land della Bassa Sassonia, in Germania.

## Storia
Già comune autonomo, fu soppresso e incorporato a Poggenhagen nel 1928; insieme con Poggenhagen, fu unito a Neustadt am Rübenberge il 1º marzo 1974.